# Onze-Lieve-Vrouw-van-Troostkapel (Moerzeke)

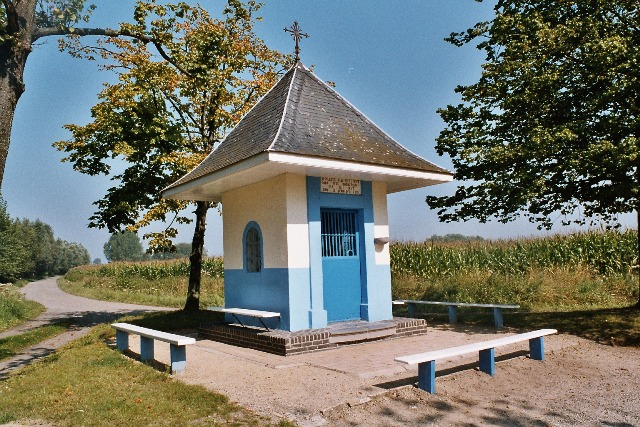
Onze-Lieve-Vrouw van Troostkapel

De Onze-Lieve-Vrouw-van-Troostkapel (ook: Schipperskapel) is een kapel in de tot de Oost-Vlaamse gemeente Hamme behorende plaats Moerzeke, gelegen aan de Priester Edward Poppestraat.

## Geschiedenis
Er zou sprake zijn van de herbouw van een reeds in 1571 vermelde kapel, die in 1690 als Schepperskapel bekend stond, wat later tot Schipperskapel werd verbasterd. Omstreeks 1780 werd er namelijk gewag gemaakt van het Schippers Cappelleken gesticht door Jaspaerd van Laere. Deze kapel overleefde de Franse tijd niet, want in 1790 werd hij vernield. In 1821 volgde herbouw.
In 1931 werd nog overwogen om de kapel uit te breiden tot een retraitehuis, maar dat is nooit gebeurd.

## Gebouw
Het betreft een merkwaardig vierkant kapelletje met sterk overkragend tentdak. De gevels zijn wit en blauw geschilderd (de kleuren van Maria). In de kapel bevindt zich een chronogram, namelijk: O MarIa, eLk bIDt hIer Voor UW aansChIJn eLk WIL hier Van U gehoLpen zIJn, wat 1849 oplevert. Het betrof een tijdstip na drie jaren van tegenslag, zoals aardappelziekten.